# Johnny Koanapo

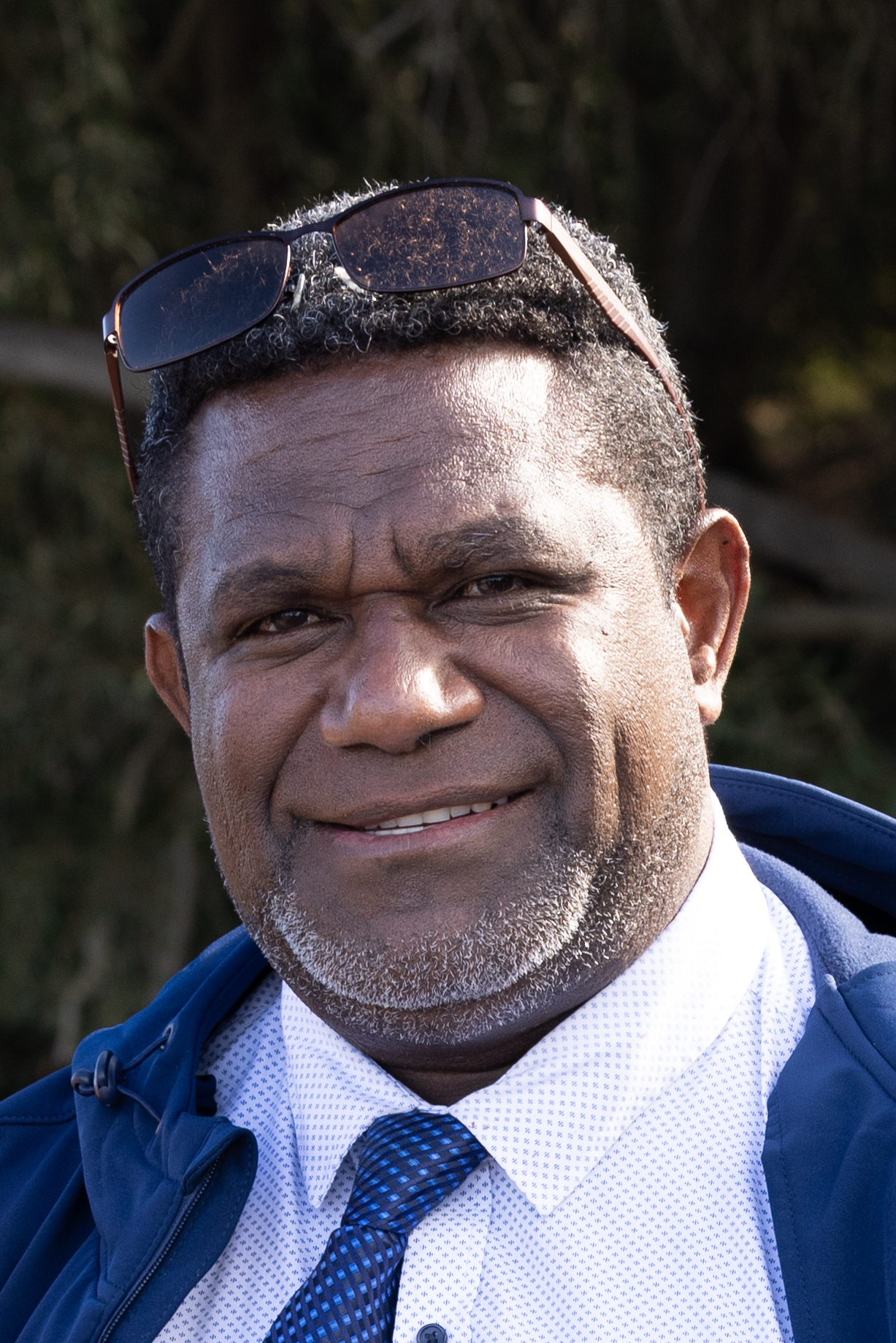
Johnny Koanapo, 2024

Johnny Koanapo Rasou ist ein Politiker aus Vanuatu, der unter anderem seit 2016 für die Vanua’aku Pati (VP) Mitglied im Parlament von Vanuatu ist und zwischen 2020 und 2022 Finanzminister war.

## Leben
Johnny Koanapo Rasou, der von der Insel Tanna stammt, absolvierte zunächst ein grundständiges Studium an der University of the South Pacific (USP) in Fidschi, welches er mit einem Bachelor of Arts (B.A.) beendete. Ein darauf folgendes postgraduales Studium der Fächer internationale öffentliche Politik und Diplomatie an der Australian National University (ANU) in Canberra schloss er sowohl mit einem Master in Public International Policy als auch einem Master of Diplomacy ab. Im Anschluss war er unter anderem zwischen 1998 und 1999 im Bildungsministerium sowie von 1999 bis 2003 in der Behörde zur Förderung ausländischer Investitionen (Vanuatu Foreign Investment Promotion Authority) tätig, ehe er zuletzt zwischen 2012 und 2015 als Generaldirektor des Außenministeriums fungierte.
Bei der Parlamentswahl am 22. Januar 2016 wurde Koanapo für die Vanua’aku Pati (VP) zum Mitglied im Parlament von Vanuatu gewählt und vertritt dort seither den Wahlkreis Tanna, wobei er bei der Wahl am 19./20. März 2020 wiedergewählt wurde. Im Kabinett von Premierminister Charlot Salwai (11. Februar 2016 bis 20. April 2020) war er Parlamentarischer Sekretär beim Premierminister mit der Zuständigkeit für Projekte. Im darauf folgenden Kabinett von Premierminister Bob Loughman übernahm er am 20. April 2020 das Amt als Minister für Finanzen und wirtschaftliche Verwaltung, welches er bis zum 4. November 2022 innehatte.